# Telecinco Sport
Telecinco Sport fue un canal de televisión abierta español operado por Gestevisión Telecinco (actualmente Mediaset España), con información especializada en deportes y competiciones. El canal cesó sus emisiones el 18 de febrero de 2008 para ser sustituido por el canal de reposiciones Telecinco 2.

## Programación
Los contenidos de Telecinco Sport eran suministrados por Eurosport News, del grupo Eurosport, y consistían en boletines informativos relacionados con acontecimientos deportivos nacionales e internacionales que se emitían cada 15 minutos.
Dentro de la programación deportiva propia Telecinco Sport emitía programas como Más que coches, El rincón del cazador o Semanal Sport, y en lo concerniente a derechos deportivos el canal poseía deportes como la Fórmula 1, Frontón, la selección de fútbol sala de España y las carreras de Superbikes. La intención del canal en su inauguración era la de lograr más derechos deportivos para nutrir su canal de contenidos.
Sin embargo, para muchas retransmisiones que hace Eurosport, los derechos televisivos para España eran de otras cadenas, principalmente TVE, que incluso afectaban a los boletines emitidos en Telecinco Sport (por ejemplo, en Moto GP Telecinco no podía mostrar imágenes de las carreras al pertenecer los derechos exclusivos a Televisión Española).
Tras unos datos discretos consecutivos en las audiencias de TDT, Telecinco decidió remodelar sus canales televisivos. Telecinco Sport pasó a ser Telecinco 2, un canal con una vocación más generalista y donde cabrían los derechos deportivos adquiridos por Telecinco.